# Liste des marquis de Santa Fe de Guardiola
Le titre de marquis de Santa Fe de Guardiola (en espagnol, marqués de Santa Fe de Guardiola) est un titre nobiliaire espagnol créé en 1691 par le roi Charles II en faveur de Juan de Padilla y Guardiola (1643-1691), gouverneur et capitaine général de Nouvelle-Andalousie.
Réhabilité à deux reprises par Alphonse XIII et le général Franco, le titre marquisal est détenu depuis 1957 par un membre de la maison de Bourbon par le biais d’un héritage féminin.

## Liste des marquis de Santa Fe de Guardiola

### Création
Le titre est créé le 3 mars 1691 par le roi Charles II en faveur de don Juan de Padilla y Guardiola, gouverneur et capitaine général de Nouvelle-Andalousie.
- Juan de Padilla y Guardiola Pacheco de Guzmán (baptisé à Séville le 29 août 1643, mort à Mexico le 3 décembre 1691), premier marquis de Santa Fe de Guardiola (du 6 mars 1691 au 3 décembre 1691), fils de Juan Pacheco de Padilla y Castejón[2] ;
- Juan Ildefonso de Padilla y Gómez de Arratia (né à Saint-Domingue le 19 février 1673, mort le 8 mars 1724 à Mexico), fils du précédent, deuxième marquis de Santa Fe de Guardiola (du 3 décembre 1691 au 8 mars 1724)[3] ;
- José Gregorio de Padilla y Estrada (né à Mexico le 26 novembre 1694, mort le 9 juillet 1751), fils du précédent, troisième marquis de Santa Fe de Guardiola (du 8 mars 1724 au 9 juillet 1751)[3] ;
- José de Padilla y Gómez de Cervantes (1737-1792), fils du précédent, quatrième marquis de Santa Fe de Guardiola (du 9 juillet 1751 à 1792)
- María Ana de Padilla y de la Cotera (1774-????), fille du précédent, cinquième marquise de Santa Fe de Guardiola (de 1792 à sa mort)[4].

Dans Estudios genealógicos (1902), au sein d’une section consacrée aux marquis de Santa Fe de Guardiola, Ricardo Ortega y Pérez Gallardo remonte jusqu’au onzième marquis, un certain José Javier Cervantes y Ozta. Néanmoins, dans la Gaceta de Madrid, aucun décret royal ne permet de définir la succession à la mort de María Ana de Padilla y de la Cotera (bien que néo-andalou, créé dans la grandesse de Castille, le titre relève du roi d’Espagne dans sa position de fons honorum).

### Période transitoire
Après une précédente publication dans la Gaceta de Madrid (du 22 juillet 1867), le 31 janvier 1868, la direction générale des Contributions déclare une nouvelle fois que le titre de marquis est vacant. Près de dix ans plus tard, le 6 avril 1877, le nouveau directeur général, Francisco Luis de Retes, indique que don Manuel de Medinilla y Orozco n’a pas satisfait à l’impôt de succession du titre ; le marquisat est de nouveau déclaré vacant (12 janvier 1878), puis supprimé (résolution du 10 octobre 1878).
Conformément à l’article 4 du décret royal du 14 novembre 1885, la direction générale des Contributions avertit une nouvelle fois de la vacance du titre marquisal, le 9 avril 1886. Cette fois-ci, un certain José de Medinilla y Orozco sollicite les administrations du ministère de la Grâce et de la Justice ; le président de l’audiencia de Grenade en informe le demandeur par le biais d’un ordre royal, le 8 juin 1893. Toutefois, aucun décret royal ne l’institue marquis.

### Première réhabilitation
D’après le décret royal sur concession et réhabilitation de titres et grandesses d’Espagne, daté du 27 mai 1912, une proposition de réhabilitation du marquisat de Santa Fe de Guardiola est présentée par Cristóbal Roca de Togores Pérez del Pulgar Aguirre Solarte y Ramírez de Arellano, en mars 1919. Le titre est officiellement réhabilité en sa faveur par un décret royal d’Alphonse XIII, le 17 octobre 1919. Mais, souhaitant réhabiliter le titre en faveur de sa fille, le nouveau marquis obtient d’un décret royal du 9 juin 1924 la caducité de la concession nobiliaire.
- Cristóbal Roca de Togores Pérez del Pulgar Aguirre Solarte y Ramírez de Arellano (1882-1954), sixième marquis de Santa Fe de Guardiola (du 17 octobre 1919 au 9 juin 1924).

### Seconde réhabilitation
Le 1er août 1922, au nom de sa fille, María de las Angustias Pérez del Pulgar y Alba, le sixième marquis sollicite une nouvelle fois le ministère de la Grâce et de la Justice pour réhabiliter le titre en la faveur de cette dernière. La réhabilitation est légalement obtenue par le décret royal du 30 juillet 1924.
- María de las Angustias Pérez del Pulgar y Alba (née à Valladolid le 17 octobre 1907, morte dans la même ville, le 8 juin 1939), fille du précédent, septième marquise de Santa Fe de Guardiola (du 30 juillet 1924 au 8 juin 1939).

Même si le décret permettant la seconde réhabilitation cite explicitement la descendance de la septième marquise comme pouvant lui succéder, il est nécessaire à l’aîné de ses enfants de demander aux instances du ministère une validation de la succession. Ainsi, Alberto Enrique de Borbón y Pérez del Pulgar s’adresse au sous-secrétariat du ministère de la Justice en ce sens, le 3 février 1950. Également sollicitée par les frères Rafael et Federico Fernández de Bobadilla y Campos, et par Javier de Cervantes Anaya, l’administration convoque ceux-ci avec Alberto Enrique pour qu’une voie soit choisie quant à la succession au titre. Finalement, l’aîné des enfants de la défunte devient marquis par le décret du 6 décembre 1957 du général Franco. Don Alberto Enrique exprime par la suite le souhait de céder le titre à son fils aîné le 9 mai 1980 ; la cession est actée par l’ordre 26108 du 11 novembre 1980
- Alberto Enrique de Borbón y Pérez del Pulgar (né à Séville le 23 novembre 1933, mort à Madrid le 28 juin 1995), fils de la précédente, huitième marquis de Santa Fe de Guardiola (du 6 décembre 1957 au 11 novembre 1980), troisième duc de Santa Elena (1960-1995) ;
- Alfonso de Borbón y Sanchiz (né à Madrid le 31 mars 1961), fils du précédent, neuvième marquis de Santa Fe de Guardiola (depuis le 11 novembre 1980), quatrième duc de Santa Elena (depuis 1995).